# René Crépin
René Crépin est un footballeur français né le 26 juin 1924 à Paris et mort le 29 août 1978 au Kremlin-Bicêtre. Il évolue au poste d'attaquant ou d'ailier gauche.

## Carrière
René Crépin est l'objet d'un courte carrière professionnelle, qui a entièrement lieu au FC Nantes, de 1943 à 1949. 
Il entre dans l'histoire du FC Nantes, en contribuant le 26 août 1945 à la toute première victoire du club au niveau professionnel, en Division 2, en inscrivant un but lors d'un déplacement sur la pelouse du CA Paris.
Lors de la saison 1946-1947, il est le meilleur buteur du club, avec un total de 17 buts inscrits en D2.